# Verstraler

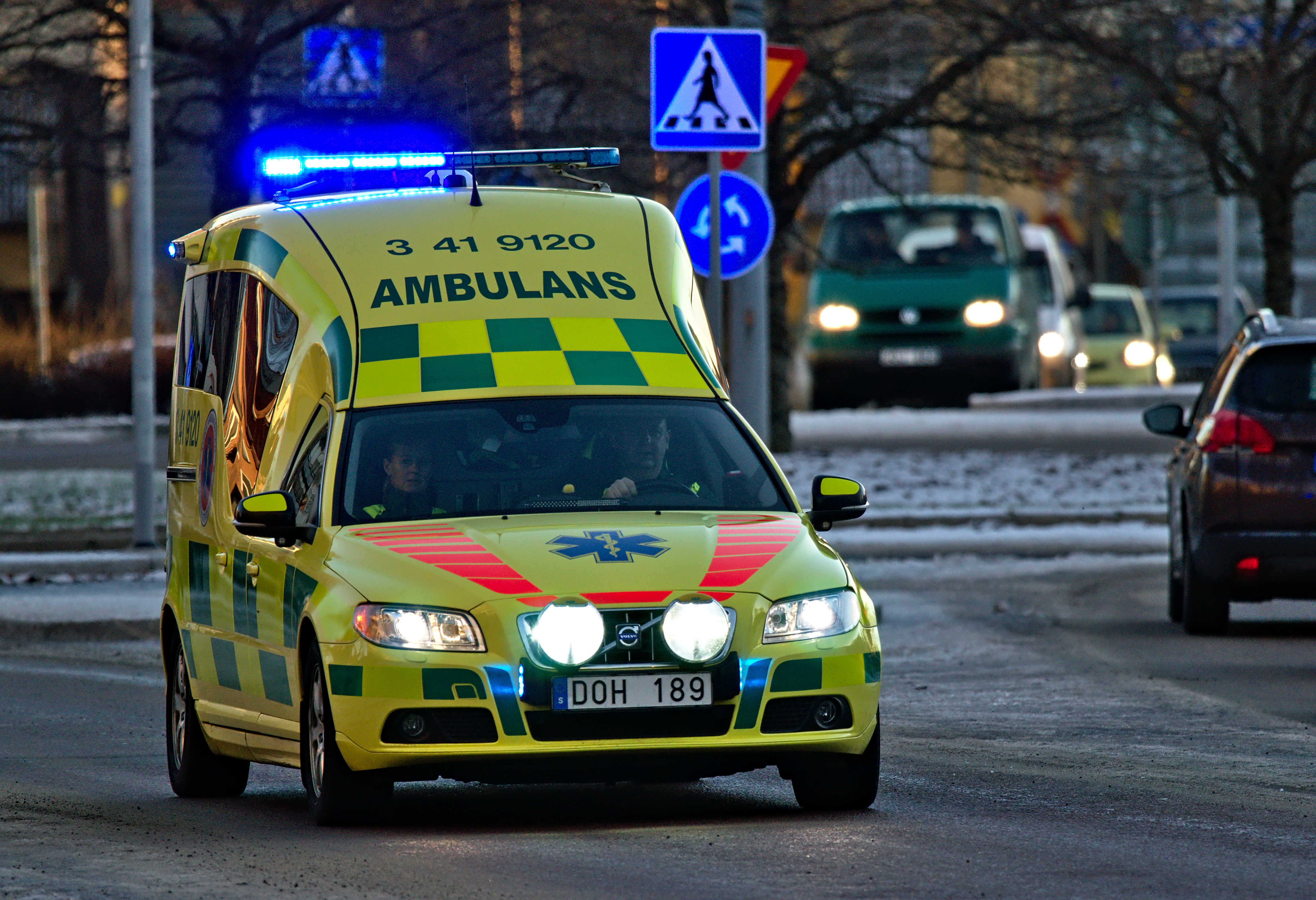
Een Zweedse ambulance met twee verstralers voor de grille.

ISO symbool voor verstralers.

Een verstraler (ook wel: schijnwerper) is een voertuigverlichting die de weg voor een voertuig over een grote afstand verlicht. Verstralers hebben als doel om over grotere afstand de weg en de omgeving te verlichten en daarmee de standaardverlichting op een voertuig, zoals dimlicht en groot licht, te ondersteunen. 
De lichten worden veel gebruikt in landen waar de periode van daglicht in de winter kort is, het gevaar op overstekend groot wild groot is en er weinig verkeer op de weg is. Vooral in Scandinavische landen en Alaska zijn verstralers op personenwagens conventioneel. Ook op voertuigen met vierwielaandrijving die grote afstanden over onverharde wegen afleggen zijn verstralers gebruikelijk. Verstralers worden bij de meeste voertuigen geplaatst voor de grille. Om het effect te vergroten worden er vaak drie of vier verstralers naast elkaar geplaatst. De middelste of twee middelste lichten worden gericht op de rijbaan en de twee buitenste lichten worden gericht op de bermen aan beide kanten. Naast losse lampen zijn er ook led-balken met hetzelfde effect verkrijgbaar. Verstralers worden buiten de Scandinavische landen weinig gebruikt omdat door het verblindende effect het gebruik ervan alleen kan plaatsvinden op wegen met weinig tot geen verkeer. In Nederland en België worden verstralers gebruikt op vrachtwagens en sporadisch door bouwverkeer en hulpdiensten. 
Veel landen hebben specifieke regels over het gebruik van verstralers. Bijvoorbeeld in Rusland, waar het niet is toegestaan om meer dan drie verstralers op een voertuig te monteren. In Paraguay is het gebruik van verstralers in bewoond gebied verboden en moeten de lampen worden afgedekt. In Nederland en België zijn verstralers niet specifiek opgenomen in de wetgeving.